# Нерубаївка
Неруба́ївка — село в Україні, у Рівнянській сільській громаді Новоукраїнського району Кіровоградської області. Орган місцевого самоврядування — Рівнянська сільська рада.
Населення — 147 осіб.

## Історія
1859 року у власницькому селі Нерубаївка (Євонішина) Єлисаветградського повіту Херсонської губернії, мешкало 344 особи (85 чоловічої статі та 62 — жіночої), налічувалось 22 дворових господарства.
За даними 1894 року у селі Нерубаївка (Іванішина) мешкало 213 осіб (118 чоловічої статі та 95 — жіночої), налічувалось 49 дворових господарств.

## Населення
Згідно з переписом УРСР 1989 року чисельність наявного населення села становила 165 осіб, з яких 75 чоловіків та 90 жінок.
За переписом населення України 2001 року в селі мешкало 147 осіб.

### Мова
Розподіл населення за рідною мовою за даними перепису 2001 року:
| Мова       | Відсоток |
| ---------- | -------- |
| українська | 92,52 %  |
| російська  | 7,48 %   |